# Marsha Hudey
Marsha Hudey (White City, 3 augustus 1990) is een voormalig Canadese langebaanschaatsster, die vooral actief was op de 500 en 1000 meter. Ze nam in 2014 deel aan de Olympische Spelen op de 500 meter waar ze 32ste werd.

## Persoonlijke records
| Afstand    | Tijd    | Datum             | Baan           |
| ---------- | ------- | ----------------- | -------------- |
| 500 meter  | 37,30   | 20 oktober 2017   | Calgary        |
| 1000 meter | 1.15,64 | 10 december 2017  | Salt Lake City |
| 1500 meter | 2.04,55 | 20 september 2013 | Calgary        |
| 3000 meter | 4.36,12 | 22 november 2008  | Calgary        |

## Resultaten
| Jaar | WK Sprint | WK Afstanden | Olympische Spelen | Wereldbeker        |
| ---- | --------- | ------------ | ----------------- | ------------------ |
| 2014 |           |              | 32e 500m          | 35e 500m           |
| 2015 | 20e       | 17e 500m     |                   | 25e 500m 50e 1000m |
| 2016 |           | 16e 500m     |                   | 15e 500m 48e 1000m |
| 2017 |           | 6e 500m      |                   | 4e 500m 39e 1000m  |
| 2018 |           |              | 10e 500m          | 10e 500m 47e 1000m |
| 2019 |           | 20e 500m     |                   | 25e 500m           |
| 2020 |           | 20e 500m     |                   | 13e 500m 49e 1000m |
|      |           |              |                   |                    |
| 2022 |           |              | 21e 500m          | 24e 500m           |